# Edetanusok
Az edetanusok ókori nép Hispania Tarraconensis területén. Hozzájuk tartozott Valentia és Saguntum városa. Nevüket Sztrabón szidtanosznak, idősebb Plinius sedetaniinak mondja.